# Ostrov Nei Lingding

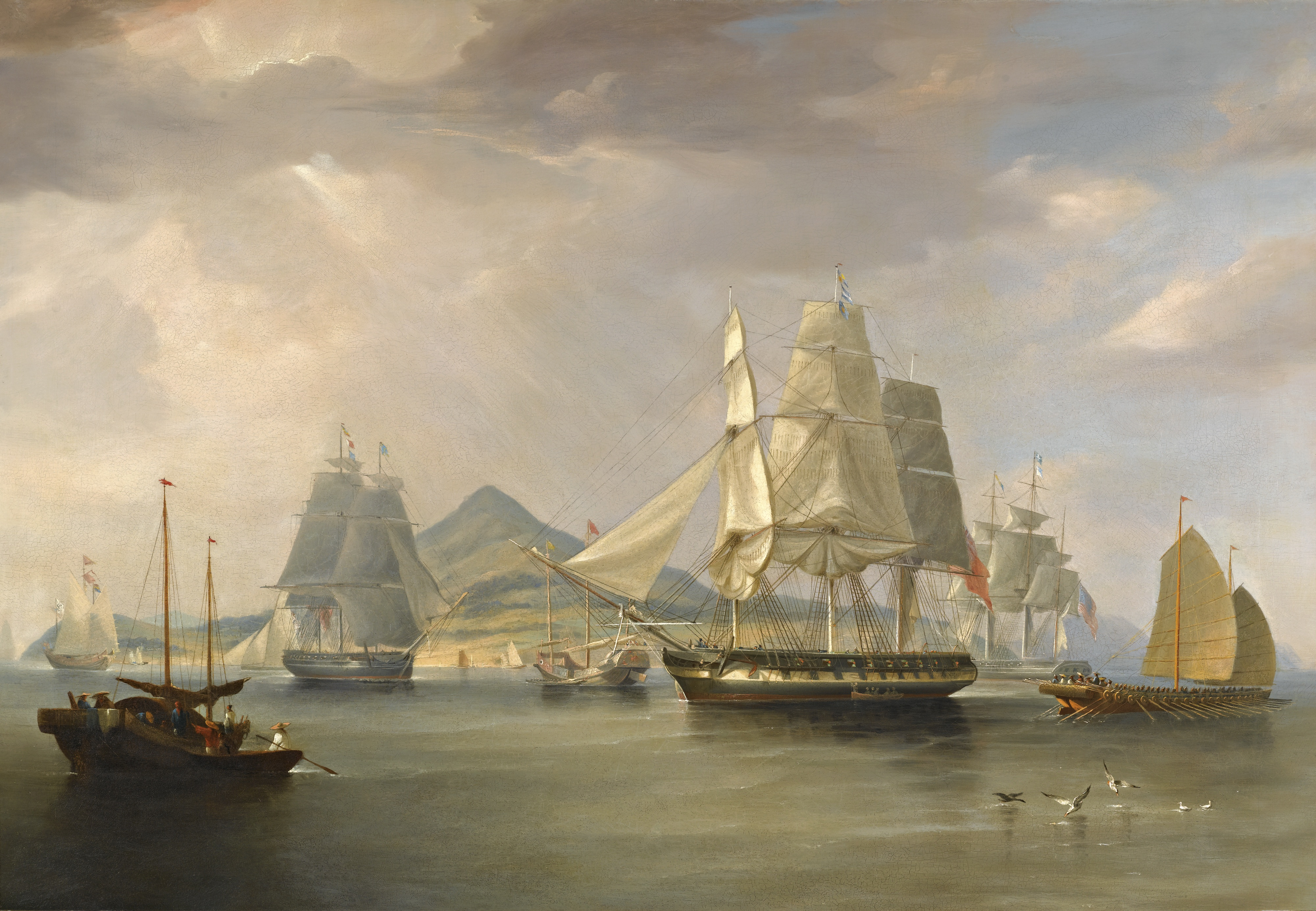
Opiové lodě v Lintin v roce 1824, William John Huggins

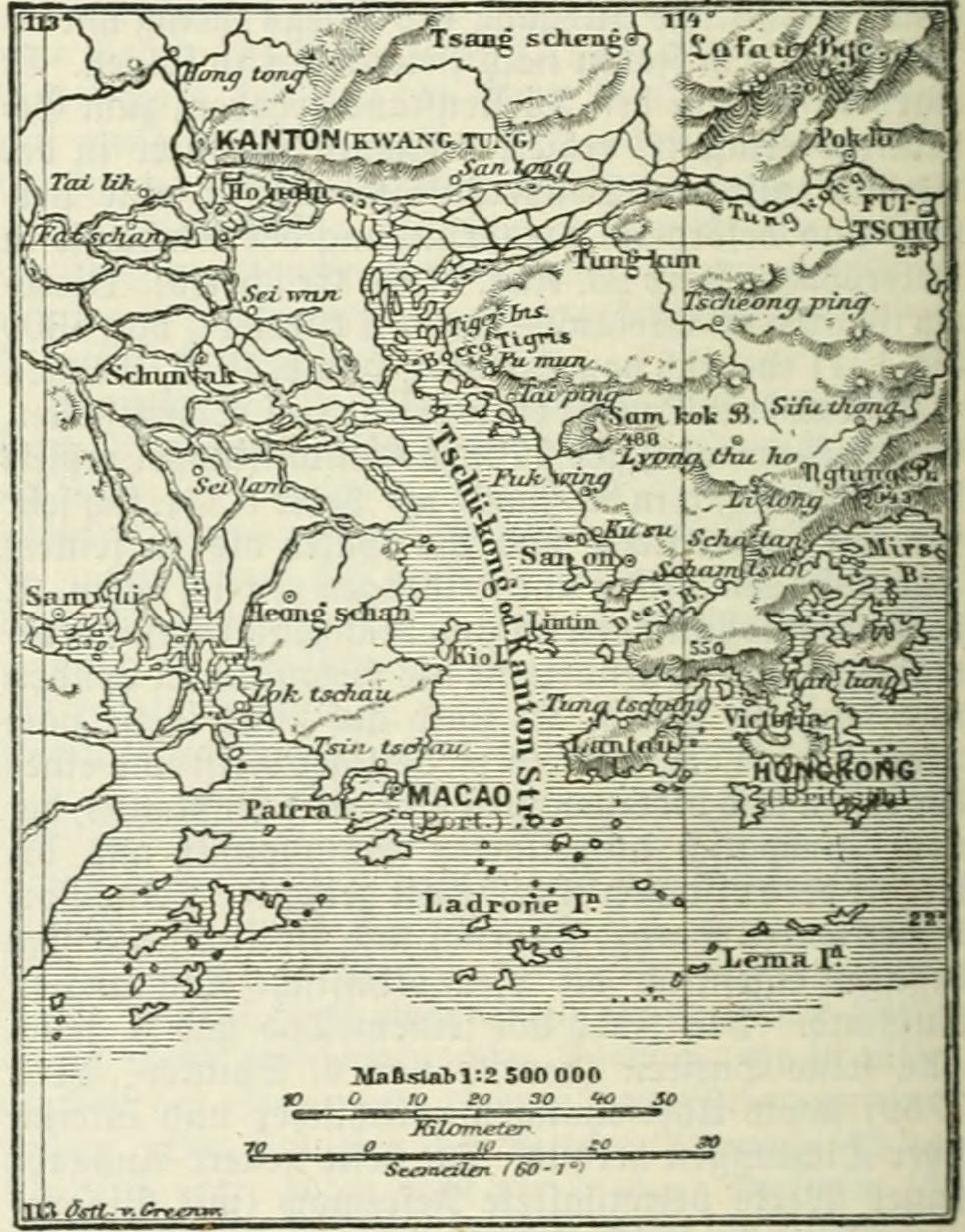
Německá mapa z 19. století ukazuje „Lintin Island“ uprostřed ústí Perlové řeky

Nei nebo Vnější Lingding Ostrov, tehdy romanizován jako Lintin nebo také Lin Tin Ostrov, je ostrov ležící v ústí Perlové řeky v jihovýchodní čínské provincii Guangdong. I přes to, že se nachází blíže východnímu (Hong Kong nebo Shenzen) břehu ústí, spadal administrativně jako část města na úrovni prefektury Zhuhai, jehož hlavní administrativní centrum je na západním břehu řeky. Jurisdikce NeiLingding ostrova byla převzatá provincii Shenzen v roce 2009.

## Historie
V květnu 1513 připlul portugalský objevitel Jorge Álvares na ostrov jím nazývaný "Tamão"nacházející se nedaleko břehů Číny. Toto byl první kontakt Evropanů s Čínou skrz mořskou cestu kolem Mysu Dobré naděje. Tamão byl převzat z moci Simão de Andrade a znovu zabrán Čínou, během vytlačování Portugalců kolem roku 1520. Západní odborníci, stoupenci učení J. M. Braga, obecně zastávají názor, že „Tamão“ je NeiLingding, ostrov nacházející se v ústí Perolvé řeky cca šest kilometrů od břehu. Čínští odborníci nedávno shledali tuto hypotézu o identifikaci ostrova, jako nedostatečnou, avšak navrhují určitý počet dalších potenciálních ostrovů včetně bližšího a mnohem většího Lantau.
Od 1814 NeiLingding (tehdy romanizován jako "Lintin") byl nazýván „vnější kotviště“ pro Evropanské lodě cestující do Cantonu (Guangzhou). Lodě musely zastavit na ostrově, nechat svůj náklad prohledat a zvážit dle čínských úředníků a zaplatit cla. V roce 1821 kdy Čínská vláda zakázala dovoz opia, stal se Lintin základnou pro pašeráky drog. Vraky lodí zakotvené nedaleko ostrova sloužily jako skladiště a depa, kde importované opium bylo rozřazeno do menších lodí, které nadále propašovávaly drogu do Gangzhou a dalších přístavů. Edmund Roberts navštívil ostrov v roce 1832 a zaznamenal že zde bylo zakotveno sedm až osm lodí, pašujících opium, včetně těch co patřily Američanům. Od roku 1830 do odstoupení Hongkongu v 1840, byl Lintin ostrov hlavní základna pro Britské obchodníky v oblasti delty Perlové řeky. Ostrov byl také často nutná zastávka během monzunových sezón pro opravu zničených lodí. Lodě většinou zůstávaly na ostrově kolem šesti měsíců.  

## Demografie
Od roku 1814 byla předpokládaná populace méně než 60, v 1821 něco málo pod 2000. když Edmund Roberts navštívil ostrov v 1832, zaznamenal že počet obyvatel se pohyboval kolem 5000.

## Přírodní rezervace
Od 1984 byla část ostrova designovaná na přírodní rezervace „Nei lingding a Futian (福田)“Rezervace pokrývá oblast 7.8 km² (3.0 mil²), včetně 4.5 km² (1.7 mil²) rozlohy pozemku a 3 km² mangrovové lesní oblasti a byla vytvořena pro ochranu 300 makaků rhesus a dalších zvířat, například luskouni a krajty.

## Další
- Ostrov Wai Lingding ("Vnější ostrov Lingding") leží kolem asi 40 kilometrů na jihovýchod v souostroví Wanshan